# Naturbahnrodel-Weltmeisterschaft 2021
Die 23. FIL Naturbahnrodel-Weltmeisterschaft fand vom 11. Februar bis 14. Februar 2021 auf der Rodelbahn Grantau in Umhausen in Österreich statt. Aufgrund eines massiven Warmwettereinbruches wurde die Weltmeisterschaft um eine Woche verschoben und fand deshalb nicht wie ursprünglich geplant im Zeitraum vom 3.–7. Februar statt. Sowohl die Einsitzer,- als auch die Doppelsitzerbewerbe wurden in zwei Wertungsläufen ausgetragen. Organisiert und durchgeführt wurde die Veranstaltung vom SV Umhausen / Sektion Rodeln. 

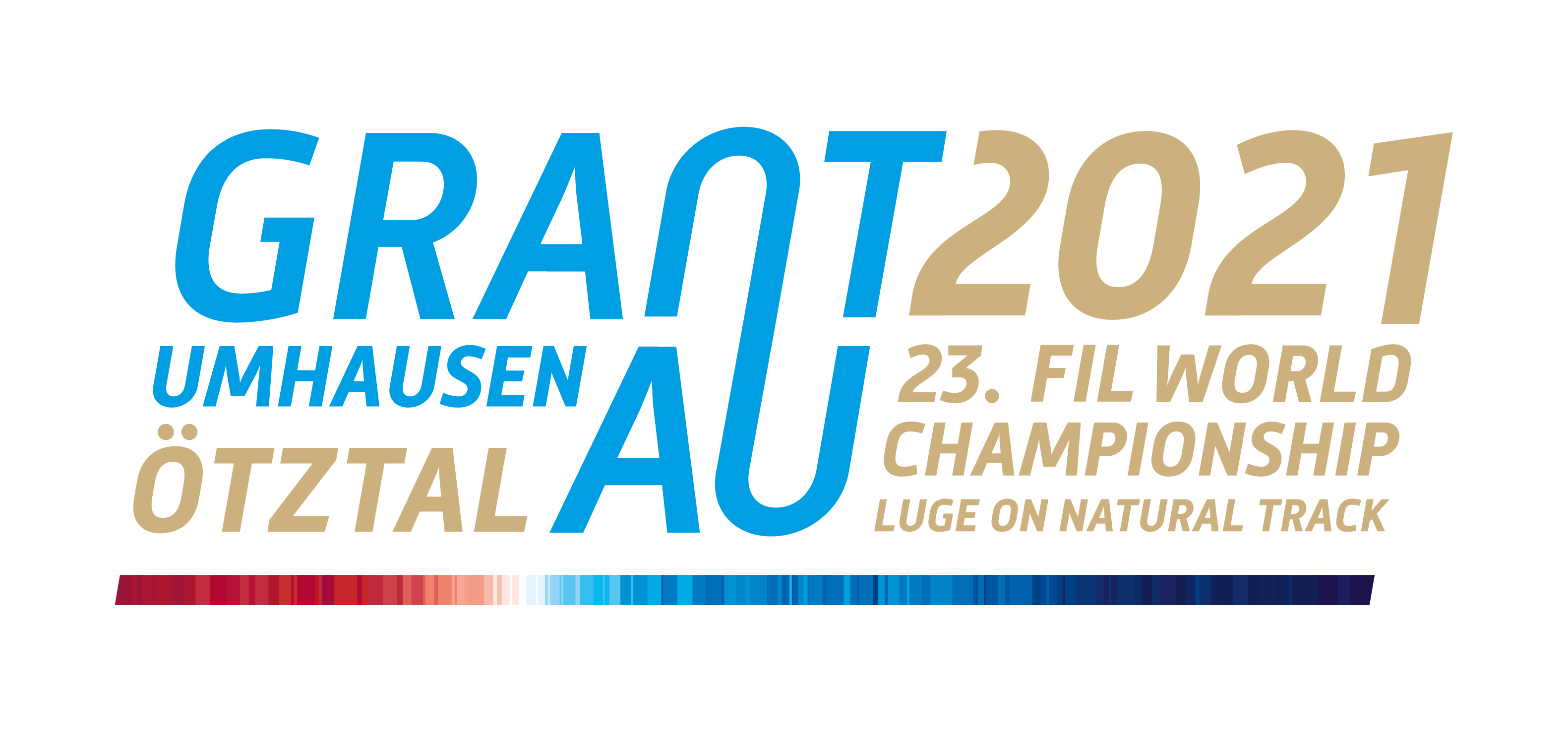

Die Weltmeisterschaft fand während der Covid-19-Pandemie statt und wurde unter strengen Schutz- und Hygienebestimmungen durchgeführt. Zuschauer vor Ort waren keine erlaubt. Sämtliche Entscheidungsläufe wurden live im TV sowie auf zahlreichen Social-Media-Plattformen übertragen.

## Herren-Einsitzer
| Platz | Name                | Zeit        |
| ----- | ------------------- | ----------- |
| 01    | Thomas Kammerlander | 2:24.82 min |
| 02    | Alex Gruber         | + 0,64 s    |
| 03    | Patrick Pigneter    | + 0,90 s    |
| 04    | Michael Scheikl     | + 1,07 s    |
| 05    | Stefan Federer      | + 2,54 s    |
| 06    | Fabian Achenrainer  | + 2,79 s    |
| 07    | Alexander Jegorow   | + 3,01 s    |
| 08    | Grigori Bukin       | + 3,10 s    |
| 09    | Juri Talych         | + 3,50 s    |
| 10    | Florian Clara       | + 3,67 s    |

Datum: 14. Februar 2021

## Damen-Einsitzer
| Platz | Name                   | Zeit        |
| ----- | ---------------------- | ----------- |
| 01    | Evelin Lanthaler       | 2:28,40 min |
| 02    | Jekaterina Lawrentjewa | + 1,24 s    |
| 03    | Tina Unterberger       | + 2,21 s    |
| 04    | Daniela Mittermair     | + 2,82 s    |
| 05    | Greta Pinggera         | + 2,84 s    |
| 06    | Michelle Diepold       | + 3,09 s    |
| 07    | Nadine Staffler        | + 3,77 s    |
| 08    | Lisa Walch             | + 4,04 s    |
| 09    | Riccarda Ruetz         | + 4,04 s    |
| 10    | Sara Bachmann          | + 4,72 s    |

## Doppelsitzer
| Platz | Name                                        | Zeit        |
| ----- | ------------------------------------------- | ----------- |
| 01    | Patrick Pigneter – Florian Clara            | 2:34,60 min |
| 02    | Patrick Lambacher – Matthias Lambacher      | + 00,90 s   |
| 03    | Christoph Regensburger – Dominik Holzknecht | + 01,00 s   |
| 04    | Fabian Achenrainer – Simon Achenrainer      | + 01,02 s   |
| 05    | Alexander Jegorow – Pjotr Popow             | + 01,63 s   |
| 06    | Pawel Porschnew – Iwan Lasarew              | + 02,01 s   |
| 07    | Stanislaw Kowschik – Ilja Tarassow          | + 03,08 s   |
| 08    | Maximilian Pichler – Dominik Maier          | + 07,41 s   |
| 09    | Myroslav Lenko – Ivan Lenko                 | + 7,42 s    |
| 10    | Bine Mekina – Blaz Mekina                   | + 8,17 s    |

## Teambewerb
| Platz | Name                                           | Zeit        |
| ----- | ---------------------------------------------- | ----------- |
| 01    | ItalienAlex Gruber Evelin Lanthaler            | 2:29,71 min |
| 02    | ÖsterreichThomas Kammerlander Tina Unterberger | 2:31,71 min |
| 03    | RLFJekaterina Lawrentjewa Alexander Jegorow    | 2:32,81 min |
| 04    | UkraineAnastasiya Slyusar Myroslav Lenko       | 2:37,58 min |
| 05    | DeutschlandLisa Walch Simon Dietz              | 2:38,63 min |
| 06    | SlowenienNika Nemec Bine Mekina                | 2:41,42 min |
| 07    | PolenJulia Plowy Jan Szymon Majdak             | 2:42,10 min |
| 08    | SerbienNina Stanic Luka Novakovic              | 2:46,27 min |

## Medaillenspiegel
| Platz | Land       | Gold | Silber | Bronze | Gesamt |
| ----- | ---------- | ---- | ------ | ------ | ------ |
| 1.    | Italien    | 3    | 2      | 1      | 6      |
| 2.    | Österreich | 1    | 1      | 2      | 4      |
| 3.    | RLF        | —    | 1      | 1      | 2      |